# Lambdaconus
Lambdaconus és un gènere extint de mamífers litopterns de la família dels proterotèrids que visqueren a Sud-amèrica des de l'Eocè inferior fins al Miocè inferior, fa entre 16 i 55,8 milions d'anys. Se n'han trobat restes fòssils a les províncies argentines de Chubut, Mendoza i Santa Cruz. Si es considera que inclou L. colombianus, una espècie de classificació dubtosa, aleshores la seva distribució també abasta Colòmbia. L. colombianus devia pesar uns 10 kg i L. lacerum uns 21 kg, cosa que els situa entre el proterotèrids més petits coneguts.